# Burnley Football Club 2024-2025
Questa voce raccoglie le informazioni riguardanti il Burnley Football Club nelle competizioni ufficiali della stagione 2024-2025.

## Divise e sponsor
Come già annunciato a maggio 2024, da questa stagione il Burnley abbandona Umbro per vestire Castore. La prima maglia è come da tradizione bordeaux con maniche totalmente celesti e con dettagli di tale colore sul colletto. Sul busto si nota tono su tono una grafica dedicata alla storica Longside Stand del Turf Moor, leggendaria tribuna dell'impianto casalingo dei Clarets abbattuta nel 1995. Il kit è completato dai pantaloncini bianchi con rifiniture celesti e calzettoni di quest'ultima tonalità e bordeaux. Due settimane più tardi viene presentata anche la divisa da trasferta: prevalentemente nera, richiama il bacino carbonifero di Burnley, i profili delle cui industrie sono impressi sul busto e le maniche. Le rifiniture sono bianche e rosa. La terza maglia viene rilasciata ad agosto ed è bianca con scollo a V descritto da un pattern irregolare celeste e bordeaux, che si ripete sui bordi delle maniche, su quelli dei pantaloncini e sui lati del busto. Per i portieri viene prodotta una linea composta da tre divise, una fucsia, una gialla e una azzurra.
A giugno viene annunciata la partnership con 96.com, sito di scommesse sportive, come nuovo sponsor frontale. Nello stesso mese la società del Lancashire stringe un accordo con il marchio istituzionale Visit Detroit, che compare sulla manica sinistra. Inoltre sul retro dei pantaloncini campeggia Rapidz, azienda di e-commerce e criptovalute.
| Casa | Trasferta | Terza divisa |

## Rosa
Dal sito internet ufficiale della società.
| N. |                        | Ruolo | Calciatore                |
| -- | ---------------------- | ----- | ------------------------- |
| 1  | Inghilterra (bandiera) | P     | James Trafford            |
| 2  | Irlanda (bandiera)     | D     | Dara O'Shea               |
| 2  | Perù (bandiera)        | D     | Oliver Sonne              |
| 3  | Paesi Bassi (bandiera) | D     | Shurandy Sambo            |
| 4  | Inghilterra (bandiera) | D     | Joe Worrall               |
| 5  | Francia (bandiera)     | D     | Maxime Estève             |
| 6  | Inghilterra (bandiera) | D     | CJ Egan-Riley             |
| 7  | Islanda (bandiera)     | A     | Jóhann Berg Guðmundsson   |
| 7  | Ecuador (bandiera)     | A     | Jeremy Sarmiento          |
| 8  | Inghilterra (bandiera) | C     | Josh Brownhill (capitano) |
| 9  | Inghilterra (bandiera) | A     | Jay Rodriguez             |
| 10 | Angola (bandiera)      | C     | Benson Manuel             |
| 11 | Inghilterra (bandiera) | A     | Jaidon Anthony            |
| 12 | Inghilterra (bandiera) | D     | Bashir Humphreys          |
| 14 | Galles (bandiera)      | D     | Connor Roberts            |
| 15 | Inghilterra (bandiera) | C     | Nathan Redmond            |
| 16 | Irlanda (bandiera)     | D     | John Egan                 |
| 17 | Sudafrica (bandiera)   | A     | Lyle Foster               |
| 18 | Svezia (bandiera)      | D     | Hjalmar Ekdal             |
| 19 | Marocco (bandiera)     | C     | Anass Zaroury             |
| 19 | Paesi Bassi (bandiera) | C     | Zian Flemming             |
| 21 | Inghilterra (bandiera) | C     | Aaron Ramsey              |

| N. |                        | Ruolo | Calciatore                  |
| -- | ---------------------- | ----- | --------------------------- |
| 22 | Brasile (bandiera)     | D     | Vitinho                     |
| 22 | Inghilterra (bandiera) | A     | Marcus Edwards              |
| 23 | Brasile (bandiera)     | D     | Lucas Pires                 |
| 24 | Irlanda (bandiera)     | C     | Josh Cullen (vice capitano) |
| 25 | Svizzera (bandiera)    | A     | Zeki Amdouni                |
| 26 | Inghilterra (bandiera) | C     | Jonjo Shelvey               |
| 28 | Tunisia (bandiera)     | C     | Hannibal Mejbri             |
| 29 | Paesi Bassi (bandiera) | A     | Wout Weghorst               |
| 29 | Inghilterra (bandiera) | C     | Josh Laurent                |
| 30 | Italia (bandiera)      | A     | Luca Koleosho               |
| 31 | Belgio (bandiera)      | A     | Mike Trésor                 |
| 32 | Rep. Ceca (bandiera)   | P     | Václav Hladký               |
| 34 | Irlanda (bandiera)     | D     | Luke McNally                |
| 34 | Paesi Bassi (bandiera) | A     | Jaydon Banel                |
| 35 | Austria (bandiera)     | A     | Ashley Barnes               |
| 37 | Benin (bandiera)       | A     | Andréas Hountondji          |
| 41 | Inghilterra (bandiera) | C     | Joe Bauress                 |
| 42 | Francia (bandiera)     | C     | Han-Noah Massengo           |
| 43 | Inghilterra (bandiera) | C     | Will Hugill                 |
| 47 | Francia (bandiera)     | A     | Wilson Odobert              |
| 48 | Belgio (bandiera)      | A     | Enock Agyei                 |
| 49 | Inghilterra (bandiera) | C     | Tommy McDermott             |

## Calciomercato

### Sessione estiva(dal 14/06 al 30/08)
| Acquisti         | Acquisti               | Acquisti          | Acquisti                                      |
| R.               | Nome                   | da                | Modalità                                      |
| ---------------- | ---------------------- | ----------------- | --------------------------------------------- |
| P                | Etienne Green          | Saint-Étienne     | definitivo                                    |
| P                | Václav Hladký          |                   | svincolato                                    |
| D                | Maxime Estève          | Montpellier       | obbligo di riscatto esercitato (12 milioni €) |
| D                | Joe Worrall            | Nottingham Forest | definitivo (5,9 milioni €)                    |
| D                | Lucas Pires            | Santos            | definitivo (2,3 milioni €)                    |
| D                | Shurandy Sambo         |                   | svincolato                                    |
| D                | Bashir Humphreys       | Chelsea           | prestito con diritto di riscatto              |
| C                | Hannibal Mejbri        | Manchester Utd    | definitivo (6,4 milioni €)                    |
| C                | Josh Laurent           | Stoke City        | definitivo (1,2 milioni €)                    |
| C                | Oluwaseun Adewumi      | Floridsdorfer     | definitivo (400 mila €)                       |
| C                | Zian Flemming          | Millwall          | prestito con obbligo di riscatto              |
| A                | Mike Trésor            | Genk              | obbligo di riscatto esercitato (18 milioni €) |
| A                | Andréas Hountondji     | Caen              | definitivo (4 milioni €)                      |
| A                | Jeremy Sarmiento       | Brighton          | prestito                                      |
| A                | Jaidon Anthony         | Bournemouth       | prestito con obbligo di riscatto              |
| Altre operazioni |                        |                   |                                               |
| R.               | Nome                   | da                | Modalità                                      |
| P                | Bailey Peacock-Farrell | Aarhus            | fine prestito                                 |
| D                | CJ Egan-Riley          | PSV               | fine prestito                                 |
| C                | Samuel Bastien         | Kasımpaşa         | fine prestito                                 |
| A                | Wout Weghorst          | Hoffenheim        | fine prestito                                 |
| A                | Darko Čurlinov         | Schalke 04        | fine prestito                                 |

| Cessioni         | Cessioni                | Cessioni           | Cessioni                         |
| R.               | Nome                    | a                  | Modalità                         |
| ---------------- | ----------------------- | ------------------ | -------------------------------- |
| P                | Arijanet Murić          | Ipswich Town       | definitivo (9,5 milioni €)       |
| P                | Bailey Peacock-Farrell  | Birmingham City    | definitivo (530 mila €)          |
| P                | Lawrence Vigouroux      | Swansea City       | definitivo                       |
| D                | Dara O'Shea             | Ipswich Town       | definitivo (14,2 milioni €)      |
| D                | Ameen Al-Dakhil         | Stoccarda          | definitivo (9 milioni €)         |
| D                | Vitinho                 | Botafogo           | definitivo (8 milioni €)         |
| D                | Charlie Taylor          |                    | svincolato                       |
| D                | Luke McNally            | Bristol City       | definitivo                       |
| C                | Sander Berge            | Fulham             | definitivo (23,5 milioni €)      |
| C                | Anass Zaroury           | Lens               | definitivo (5 milioni €)         |
| C                | Scott Twine             | Bristol City       | definitivo (3,8 milioni €)       |
| C                | Samuel Bastien          | Fortuna Sittard    | definitivo (250 mila €)          |
| C                | Oluwaseun Adewumi       | Dundee             | prestito                         |
| C                | Jack Cork               |                    | svincolato                       |
| A                | Wilson Odobert          | Tottenham          | definitivo (29,3 milioni €)      |
| A                | Wout Weghorst           | Ajax               | definitivo (2,4 milioni €)       |
| A                | Zeki Amdouni            | Benfica            | prestito con diritto di riscatto |
| A                | Jóhann Berg Guðmundsson | Al-Orobah          | definitivo                       |
| A                | Michael Obafemi         | Plymouth           | prestito                         |
| A                | Darko Čurlinov          | Jagiellonia        | prestito                         |
| A                | Dara Costelloe          | Accrington Stanley | prestito                         |
| Altre operazioni |                         |                    |                                  |
| R.               | Nome                    | a                  | Modalità                         |
| D                | Lorenz Assignon         | Rennes             | fine prestito                    |
| A                | Jacob Bruun Larsen      | Hoffenheim         | fine prestito                    |

### Sessione invernale(dal 01/01 al 03/02)
| Acquisti         | Acquisti       | Acquisti           | Acquisti                         |
| R.               | Nome           | da                 | Modalità                         |
| ---------------- | -------------- | ------------------ | -------------------------------- |
| D                | Oliver Sonne   | Silkeborg          | definitivo (3 milioni €)         |
| C                | Jonjo Shelvey  |                    | svincolato                       |
| A                | Jaydon Banel   | Ajax               | definitivo (1 milione €)         |
| A                | Ashley Barnes  | Norwich City       | definitivo                       |
| A                | Marcus Edwards | Sporting Lisbona   | prestito con obbligo di riscatto |
| Altre operazioni |                |                    |                                  |
| R.               | Nome           | da                 | Modalità                         |
| A                | Dara Costelloe | Accrington Stanley | fine prestito                    |

| Cessioni | Cessioni           | Cessioni         | Cessioni                         |
| R.       | Nome               | a                | Modalità                         |
| -------- | ------------------ | ---------------- | -------------------------------- |
| D        | John Egan          | Hull City        | definitivo                       |
| D        | Hjalmar Ekdal      | Groningen        | prestito                         |
| D        | Hannes Delcroix    | Swansea City     | prestito                         |
| D        | Owen Dodgson       | Burton Albion    | prestito                         |
| C        | Han-Noah Massengo  | Auxerre          | prestito con diritto di riscatto |
| A        | Jay Rodriguez      | Wrexham          | definitivo                       |
| A        | Andréas Hountondji | Standard Liegi   | prestito                         |
| A        | Dara Costelloe     | Northampton Town | prestito                         |

### Operazioni esterne alle sessioni
| Acquisti         | Acquisti    | Acquisti | Acquisti      |
| R.               | Nome        | da       | Modalità      |
| ---------------- | ----------- | -------- | ------------- |
| D                | John Egan   |          | svincolato    |
| Altre operazioni |             |          |               |
| R.               | Nome        | da       | Modalità      |
| C                | Will Hugill | Chester  | fine prestito |

| Cessioni | Cessioni    | Cessioni | Cessioni |
| R.       | Nome        | a        | Modalità |
| -------- | ----------- | -------- | -------- |
| C        | Will Hugill | Chester  | prestito |
| C        | Will Hugill | Fylde    | prestito |

## Risultati

### Championship

#### Girone di andata
| Arbitro: | Donohue (Grande Manchester) |

|           |           |                                                 |
| Chong 55’ | Marcatori | 6’ Brownhill 37’ Odobert 72’ O'Shea 80’ Vitinho |

| Arbitro: | Salisbury (Lancashire) |

|                                                                               |           |  |
| Horvath 9’ (aut.) Koleosho 31’ Brownhill 51’ Amdouni 88’ J. Guðmundsson 90+2’ | Marcatori |  |

| Arbitro: | Martin (Staffordshire) |

|            |           |  |
| Mundle 26’ | Marcatori |  |

| Arbitro: | Harrington (Cleveland) |

|            |           |             |
| Foster 10’ | Marcatori | 23’ Weimann |

| Arbitro: | Bell (Yorkshire) |

|  |           |              |
|  | Marcatori | 18’ Koleosho |

| Arbitro: | D. Webb (Durham) |

|                               |           |          |
| Sarmiento 63’ Brownhill 90+4’ | Marcatori | 42’ Lang |

| Oxford 28 settembre 2024, ore 15:00 UTC+1 7ª giornata | Oxford Utd                 | 0 – 0 referto | Burnley | Kassam Stadium (11 570 spett.)\| Arbitro: \| R. Madley[129] (West Yorkshire) \| |
| Arbitro:                                              | R. Madley (West Yorkshire) |               |         |                                                                                 |

| Arbitro: | R. Madley (West Yorkshire) |

|                      |           |  |
| Brownhill 26’ (rig.) | Marcatori |  |

| Burnley 5 ottobre 2024, ore 12:30 UTC+1 9ª giornata | Burnley       | 0 – 0 referto | Preston N.E. | Turf Moor (20 816 spett.)\| Arbitro: \| Ward[131] (Surrey) \| |
| Arbitro:                                            | Ward (Surrey) |               |              |                                                               |

| Arbitro: | Salisbury (Lancashire) |

|  |           |                           |
|  | Marcatori | 37’ Anthony 50’ Brownhill |

| Arbitro: | Whitestone (Northamptonshire) |

|            |           |              |
| Simons 45’ | Marcatori | 77’ Flemming |

| Burnley 26 ottobre 2024, ore 15:00 UTC+1 12ª giornata | Burnley          | 0 – 0 referto | QPR | Turf Moor (19 187 spett.)\| Arbitro: \| Kitchen[133] (Durham) \| |
| Arbitro:                                              | Kitchen (Durham) |               |     |                                                                  |

| Arbitro: | Ward (Surrey) |

|            |           |  |
| Cooper 52’ | Marcatori |  |

| West Bromwich 7 novembre 2024, ore 20:00 UTC 14ª giornata | West Bromwich          | 0 – 0 referto | Burnley | The Hawthorns (23 443 spett.)\| Arbitro: \| Nield[135] (West Yorkshire) \| |
| Arbitro:                                                  | Nield (West Yorkshire) |               |         |                                                                            |

| Arbitro: | D. Webb (Durham) |

|                            |           |  |
| Jay Rodriguez 90+4’ (rig.) | Marcatori |  |

| Arbitro: | R. Madley (West Yorkshire) |

|  |           |             |
|  | Marcatori | 23’ Anthony |

| Arbitro: | Backhouse (Cumbria) |

|                              |           |  |
| Sarmiento 47’ Egan-Riley 80’ | Marcatori |  |

| Arbitro: | Langford (West Midlands) |

|  |           |                                        |
|  | Marcatori | 52’ Jay Rodriguez 78’ (rig.) Brownhill |

| Arbitro: | Kitchen (Durham) |

|             |           |               |
| Roberts 37’ | Marcatori | 13’ Dijksteel |

| Burnley 10 dicembre 2024, ore 19:45 UTC 20ª giornata | Burnley            | 0 – 0 referto | Derby County | Turf Moor (18 813 spett.)\| Arbitro: \| Davies[139] (Hampshire) \| |
| Arbitro:                                             | Davies (Hampshire) |               |              |                                                                    |

| Arbitro: | A. Madley (West Yorkshire) |

|            |           |                            |
| Córdoba 2’ | Marcatori | 68’ Flemming 76’ Brownhill |

| Arbitro: | Linington (Isola di Wight) |

|                          |           |          |
| Anthony 9’ Brownhill 62’ | Marcatori | 80’ Baah |

| Arbitro: | Langford (West Midlands) |

|  |           |                            |
|  | Marcatori | 43’ Brownhill 53’ Flemming |

#### Girone di ritorno
| Middlesbrough 29 dicembre 2024, ore 20:00 UTC 24ª giornata | Middlesbrough             | 0 – 0 referto | Burnley | Riverside Stadium (27 686 spett.)\| Arbitro: \| J. Smith[141] (Cambridgeshire) \| |
| Arbitro:                                                   | J. Smith (Cambridgeshire) |               |         |                                                                                   |

| Burnley 1º gennaio 2025, ore 15:00 UTC 25ª giornata | Burnley       | 0 – 0 referto | Stoke City | Turf Moor (20 119 spett.)\| Arbitro: \| Ward[141] (Surrey) \| |
| Arbitro:                                            | Ward (Surrey) |               |            |                                                               |

| Arbitro: | Kitchen (Durham) |

|  |           |              |
|  | Marcatori | 60’ Flemming |

| Burnley 17 gennaio 2025, ore 20:00 UTC 27ª giornata | Burnley             | 0 – 0 referto | Sunderland | Turf Moor (21 014 spett.)\| Arbitro: \| Backhouse[143] (Cumbria) \| |
| Arbitro:                                            | Backhouse (Cumbria) |               |            |                                                                     |

| Arbitro: | Busby (Oxfordshire) |

|  |           |                                                 |
|  | Marcatori | 11’, 31’ Flemming 34’, 45’ Laurent 45+2’ Cullen |

| Burnley 27 gennaio 2025, ore 20:00 UTC 29ª giornata | Burnley                   | 0 – 0 referto | Leeds Utd | Turf Moor (21 329 spett.)\| Arbitro: \| J. Smith[144] (Cambridgeshire) \| |
| Arbitro:                                            | J. Smith (Cambridgeshire) |               |           |                                                                           |

| Portsmouth 1º febbraio 2025, ore 15:00 UTC 30ª giornata | Portsmouth       | 0 – 0 referto | Burnley | Fratton Park (20 381 spett.)\| Arbitro: \| D. Webb[145] (Durham) \| |
| Arbitro:                                                | D. Webb (Durham) |               |         |                                                                     |

| Arbitro: | Bell (Yorkshire) |

|                  |           |  |
| Helik 33’ (aut.) | Marcatori |  |

| Arbitro: | Allison (Wiltshire) |

|                           |           |  |
| Humphreys 3’ Flemming 21’ | Marcatori |  |

| Preston 15 febbraio 2025, ore 12:30 UTC 33ª giornata | Preston N.E.     | 0 – 0 referto | Burnley | Deepdale (19 864 spett.)\| Arbitro: \| Kitchen[147] (Durham) \| |
| Arbitro:                                             | Kitchen (Durham) |               |         |                                                                 |

| Arbitro: | Martin (Staffordshire) |

|                                                       |           |  |
| M. Edwards 43’ Brownhill 62’ Roberts 70’ Benson 90+5’ | Marcatori |  |

| Arbitro: | Linington (Isola di Wight) |

|            |           |                          |
| Salech 42’ | Marcatori | 19’ Brownhill 40’ Estève |

| Arbitro: | Martin (Staffordshire) |

|                                                             |           |  |
| McGuinness 30’ (aut.) Foster 39’ Brownhill 53’ Barnes 90+4’ | Marcatori |  |

| Arbitro: | Ward (Surrey) |

|              |           |           |
| Flemming 23’ | Marcatori | 20’ Swift |

| Arbitro: | Langford (West Midlands) |

|  |           |                          |
|  | Marcatori | 4’ Brownhill 22’ Anthony |

| Arbitro: | Kitchen (Durham) |

|              |           |  |
| Flemming 16’ | Marcatori |  |

| Arbitro: | Bell (Yorkshire) |

|              |           |                  |
| H. Wright 5’ | Marcatori | 16’, 46’ Anthony |

| Derby 8 aprile 2025, ore 19:45 UTC+1 41ª giornata | Derby County               | 0 – 0 referto | Burnley | Pride Park Stadium (27 584 spett.)\| Arbitro: \| R. Madley[154] (West Yorkshire) \| |
| Arbitro:                                          | R. Madley (West Yorkshire) |               |         |                                                                                     |

| Arbitro: | Harrington (Cleveland) |

|                        |           |            |
| Mejbri 14’ Anthony 24’ | Marcatori | 76’ Stacey |

| Arbitro: | Donohue (Grande Manchester) |

|               |           |                            |
| M. Doumbia 8’ | Marcatori | 43’ Flemming 58’ Brownhill |

| Arbitro: | D. Webb (Durham) |

|                           |           |            |
| Brownhill 28’, 44’ (rig.) | Marcatori | 37’ Cannon |

| Arbitro: | Linington (Isola di Wight) |

|  |           |                                                  |
|  | Marcatori | 9’ Cullen 20’, 28’ Flemming 62’, 90+2’ Sarmiento |

| Arbitro: | Kitchen (Durham) |

|                                  |           |              |
| Brownhill 13’, 90+3’ Anthony 65’ | Marcatori | 11’ Ivanović |

### FA Cup

#### Fase finale
| Arbitro: | Davies (Hampshire) |

|          |           |                                |
| Wing 77’ | Marcatori | 71’ Foster 100’, 109’ Flemming |

| Arbitro: | Finnie (Bedfordshire) |

|  |           |                |
|  | Marcatori | 77’ M. Edwards |

| Arbitro: | Brooks (Leicestershire) |

|                                 |           |  |
| Brady 31’ Osmajić 44’ Keane 73’ | Marcatori |  |

### Carabao Cup
| Arbitro: | J. Smith (Cambridgeshire) |

|                 |           |  |
| Guedes 38’, 54’ | Marcatori |  |

## Statistiche
Statistiche aggiornate al 3 maggio 2025.

### Statistiche di squadra
| Competizione | Punti | In casa | In casa | In casa | In casa | In casa | In casa | In trasferta | In trasferta | In trasferta | In trasferta | In trasferta | In trasferta | Totale | Totale | Totale | Totale | Totale | Totale | DR  |
| Competizione | Punti | G       | V       | N       | P       | Gf      | Gs      | G            | V            | N            | P            | Gf           | Gs           | G      | V      | N      | P      | Gf     | Gs     | DR  |
| ------------ | ----- | ------- | ------- | ------- | ------- | ------- | ------- | ------------ | ------------ | ------------ | ------------ | ------------ | ------------ | ------ | ------ | ------ | ------ | ------ | ------ | --- |
| Championship | 100   | 23      | 14      | 9       | 0       | 35      | 8       | 23           | 14           | 7            | 2            | 34           | 8            | 46     | 28     | 16     | 2      | 69     | 16     | +53 |
| FA Cup       | -     | 0       | 0       | 0       | 0       | 0       | 0       | 3            | 2            | 0            | 1            | 4            | 4            | 3      | 2      | 0      | 1      | 4      | 4      | 0   |
| Carabao Cup  | -     | 0       | 0       | 0       | 0       | 0       | 0       | 1            | 0            | 0            | 1            | 0            | 2            | 1      | 0      | 0      | 1      | 0      | 2      | -2  |
| Totale       | -     | 23      | 14      | 9       | 0       | 35      | 8       | 27           | 16           | 7            | 4            | 38           | 14           | 50     | 30     | 16     | 4      | 73     | 22     | +51 |

### Andamento in campionato
| Giornata  | 1 | 2 | 3 | 4 | 5 | 6 | 7 | 8 | 9 | 10 | 11 | 12 | 13 | 14 | 15 | 16 | 17 | 18 | 19 | 20 | 21 | 22 | 23 | 24 | 25 | 26 | 27 | 28 | 29 | 30 | 31 | 32 | 33 | 34 | 35 | 36 | 37 | 38 | 39 | 40 | 41 | 42 | 43 | 44 | 45 | 46 |
| --------- | - | - | - | - | - | - | - | - | - | -- | -- | -- | -- | -- | -- | -- | -- | -- | -- | -- | -- | -- | -- | -- | -- | -- | -- | -- | -- | -- | -- | -- | -- | -- | -- | -- | -- | -- | -- | -- | -- | -- | -- | -- | -- | -- |
| Luogo     | T | C | T | C | T | C | T | C | C | T  | T  | C  | T  | T  | C  | T  | C  | T  | C  | C  | T  | C  | T  | T  | C  | T  | C  | T  | C  | T  | C  | C  | T  | C  | T  | C  | C  | T  | C  | T  | T  | C  | T  | C  | T  | C  |
| Risultato | V | V | P | N | V | V | N | V | N | V  | N  | N  | P  | N  | V  | V  | V  | V  | N  | N  | V  | V  | V  | N  | N  | V  | N  | V  | N  | N  | V  | V  | N  | V  | V  | V  | N  | V  | V  | V  | N  | V  | V  | V  | V  | V  |
| Posizione | 2 | 1 | 5 | 6 | 4 | 3 | 4 | 2 | 3 | 2  | 2  | 2  | 4  | 4  | 4  | 4  | 4  | 2  | 3  | 3  | 3  | 3  | 3  | 3  | 2  | 2  | 3  | 3  | 3  | 4  | 3  | 3  | 3  | 3  | 3  | 3  | 3  | 3  | 2  | 1  | 1  | 1  | 1  | 1  | 1  | 2  |

Fonte: (EN) League Table, su efl.com. URL consultato il 28 aprile 2025.
Legenda:

Luogo: C = Casa; T = Trasferta. Risultato: V = Vittoria; N = Pareggio; P = Sconfitta.

### Statistiche dei giocatori
Sono in corsivo i calciatori che hanno lasciato la squadra a stagione in corso.
| Giocatore      | Championship | Championship | Championship | Championship | FA Cup   | FA Cup | FA Cup      | FA Cup     | Carabao Cup | Carabao Cup | Carabao Cup | Carabao Cup | Totale   | Totale | Totale      | Totale     |
| Giocatore      | Presenze     | Reti         | Ammonizioni  | Espulsioni   | Presenze | Reti   | Ammonizioni | Espulsioni | Presenze    | Reti        | Ammonizioni | Espulsioni  | Presenze | Reti   | Ammonizioni | Espulsioni |
| -------------- | ------------ | ------------ | ------------ | ------------ | -------- | ------ | ----------- | ---------- | ----------- | ----------- | ----------- | ----------- | -------- | ------ | ----------- | ---------- |
| E. Agyei       | 3            | 0            | 0            | 0            | 0        | 0      | 0           | 0          | 0           | 0           | 0           | 0           | 3        | 0      | 0           | 0          |
| Z. Amdouni     | 2            | 1            | 0            | 0            | -        | -      | -           | -          | -           | -           | -           | -           | 2        | 1      | 0           | 0          |
| J. Anthony     | 43           | 8            | 4            | 0            | 0        | 0      | 0           | 0          | -           | -           | -           | -           | 43       | 8      | 4           | 0          |
| J. Banel       | 0            | 0            | 0            | 0            | 1        | 0      | 0           | 0          | -           | -           | -           | -           | 1        | 0      | 0           | 0          |
| A. Barnes      | 13           | 1            | 0            | 0            | 3        | 0      | 0           | 0          | -           | -           | -           | -           | 16       | 1      | 0           | 0          |
| J. Bauress     | 0            | 0            | 0            | 0            | 2        | 0      | 0           | 0          | 0           | 0           | 0           | 0           | 2        | 0      | 0           | 0          |
| J. Brownhill   | 42           | 18           | 5            | 0            | 1        | 0      | 0           | 0          | 1           | 0           | 0           | 0           | 44       | 18     | 5           | 0          |
| J. Cullen      | 44           | 2            | 11           | 0            | 0        | 0      | 0           | 0          | 0           | 0           | 0           | 0           | 44       | 2      | 11          | 0          |
| M. Edwards     | 14           | 1            | 1            | 0            | 2        | 1      | 0           | 0          | -           | -           | -           | -           | 16       | 2      | 1           | 0          |
| J. Egan        | 7            | 0            | 0            | 0            | 1        | 0      | 0           | 0          | -           | -           | -           | -           | 8        | 0      | 0           | 0          |
| C. Egan-Riley  | 41           | 1            | 7            | 0            | 1        | 0      | 0           | 0          | 1           | 0           | 0           | 0           | 43       | 1      | 7           | 0          |
| H. Ekdal       | 0            | 0            | 0            | 0            | 1        | 0      | 0           | 0          | 0           | 0           | 0           | 0           | 1        | 0      | 0           | 0          |
| M. Estève      | 46           | 1            | 3            | 0            | 2        | 0      | 0           | 0          | 0           | 0           | 0           | 0           | 48       | 1      | 3           | 0          |
| Z. Flemming    | 35           | 12           | 3            | 0            | 2        | 2      | 0           | 0          | -           | -           | -           | -           | 37       | 14     | 3           | 0          |
| L. Foster      | 28           | 2            | 4            | 0            | 2        | 1      | 0           | 0          | 1           | 0           | 0           | 0           | 31       | 3      | 4           | 0          |
| J. Guðmundsson | 1            | 1            | 0            | 0            | -        | -      | -           | -          | -           | -           | -           | -           | 1        | 1      | 0           | 0          |
| V. Hladký      | 1            | -0           | 0            | 0            | 3        | -4     | 0           | 0          | 1           | -2          | 0           | 0           | 5        | -6     | 0           | 0          |
| A. Hountondji  | 9            | 0            | 0            | 0            | -        | -      | -           | -          | 1           | 0           | 0           | 0           | 10       | 0      | 0           | 0          |
| W. Hugill      | 0            | 0            | 0            | 0            | -        | -      | -           | -          | 1           | 0           | 0           | 0           | 1        | 0      | 0           | 0          |
| B. Humphreys   | 25           | 1            | 2            | 1            | 2        | 0      | 0           | 0          | 1           | 0           | 0           | 0           | 28       | 1      | 2           | 1          |
| L. Koleosho    | 28           | 2            | 4            | 0            | 2        | 0      | 0           | 0          | 0           | 0           | 0           | 0           | 30       | 2      | 4           | 0          |
| J. Laurent     | 42           | 2            | 4            | 0            | 2        | 0      | 0           | 0          | -           | -           | -           | -           | 44       | 2      | 4           | 0          |
| B. Manuel      | 3            | 1            | 1            | 0            | 2        | 0      | 0           | 0          | 0           | 0           | 0           | 0           | 5        | 1      | 1           | 0          |
| H. Massengo    | 8            | 0            | 1            | 0            | -        | -      | -           | -          | 1           | 0           | 0           | 0           | 9        | 0      | 1           | 0          |
| T. McDermott   | 0            | 0            | 0            | 0            | 1        | 0      | 0           | 0          | 1           | 0           | 0           | 0           | 2        | 0      | 0           | 0          |
| L. McNally     | 2            | 0            | 0            | 0            | -        | -      | -           | -          | 1           | 0           | 0           | 0           | 3        | 0      | 0           | 0          |
| H. Mejbri      | 37           | 1            | 8            | 1            | 1        | 0      | 0           | 0          | 1           | 0           | 0           | 0           | 39       | 1      | 8           | 1          |
| W. Odobert     | 1            | 1            | 0            | 0            | -        | -      | -           | -          | -           | -           | -           | -           | 1        | 1      | 0           | 0          |
| D. O'Shea      | 2            | 1            | 0            | 0            | -        | -      | -           | -          | -           | -           | -           | -           | 2        | 1      | 0           | 0          |
| L. Pires       | 34           | 0            | 7            | 0            | 3        | 0      | 1           | 0          | 1           | 0           | 0           | 0           | 38       | 0      | 8           | 0          |
| A. Ramsey      | 1            | 0            | 0            | 0            | 0        | 0      | 0           | 0          | 0           | 0           | 0           | 0           | 1        | 0      | 0           | 0          |
| N. Redmond     | 2            | 0            | 0            | 0            | 1        | 0      | 0           | 0          | 0           | 0           | 0           | 0           | 3        | 0      | 0           | 0          |
| C. Roberts     | 41           | 2            | 4            | 0            | 0        | 0      | 0           | 0          | 1           | 0           | 1           | 0           | 42       | 2      | 5           | 0          |
| J. Rodriguez   | 20           | 2            | 1            | 0            | 1        | 0      | 1           | 0          | 1           | 0           | 0           | 0           | 22       | 2      | 2           | 0          |
| S. Sambo       | 1            | 0            | 0            | 0            | 0        | 0      | 0           | 0          | 1           | 0           | 0           | 0           | 2        | 0      | 0           | 0          |
| J. Sarmiento   | 35           | 4            | 4            | 0            | 2        | 0      | 0           | 0          | -           | -           | -           | -           | 37       | 4      | 4           | 0          |
| J. Shelvey     | 2            | 0            | 0            | 0            | 2        | 0      | 0           | 0          | -           | -           | -           | -           | 4        | 0      | 0           | 0          |
| O. Sonne       | 2            | 0            | 0            | 0            | 3        | 0      | 0           | 0          | -           | -           | -           | -           | 5        | 0      | 0           | 0          |
| J. Trafford    | 45           | -16          | 7            | 0            | 0        | -0     | 0           | 0          | 0           | -0          | 0           | 0           | 45       | -16    | 7           | 0          |
| M. Trésor      | 0            | 0            | 0            | 0            | 1        | 0      | 0           | 0          | 0           | 0           | 0           | 0           | 1        | 0      | 0           | 0          |
| Vitinho        | 3            | 1            | 0            | 0            | -        | -      | -           | -          | 0           | 0           | 0           | 0           | 3        | 1      | 0           | 0          |
| W. Weghorst    | 2            | 0            | 0            | 0            | -        | -      | -           | -          | 0           | 0           | 0           | 0           | 2        | 0      | 0           | 0          |
| J. Worrall     | 9            | 0            | 1            | 0            | 3        | 0      | 1           | 0          | 1           | 0           | 0           | 0           | 13       | 0      | 2           | 0          |
| A. Zaroury     | 1            | 0            | 0            | 0            | -        | -      | -           | -          | -           | -           | -           | -           | 1        | 0      | 0           | 0          |